# Leprechaun
El leprechaun és una criatura de la mitologia irlandesa que ha esdevingut un símbol nacional, sovint estereotipat. Es tracta d'un ésser del món de les fades que es presenta com un nan vell vestit de verd. Es dedica a aconseguir i comptar el seu or, sigui amb enganys, sigui fabricant les seves sabates màgiques per a les fades. El seu nom significa 'cos petit'. La popularització d'aquesta figura ha fet que esdevingui fins i tot part de logotips comercials.